# Абдураїмов Васві Еннанович
Васві Еннанович Абдураїмов (крим. Vasvi Ennan oğlu Abduraimov, нар. 18 жовтня 1954, м. Хамза, Узбецька РСР, СРСР) — кримськотатарський колабораціоніст з Російською федерацією, громадський діяч, голова Кенеша (Ради) організації «Міллі фірка».

## Біографія
Васві Абдураїмов народився 18 жовтня 1954 року в місті Хамза Алтиарицького району Ферганської області Узбецької РСР, куди його батьки були депортовані з Криму 18 травня 1944 року разом з усім кримськотатарським народом.

### Освіта
У 1976 році закінчив фізико-технічний факультет Ферганського державного педагогічного інституту за фахом «Загальнотехнічні дисципліни та праця».
Кандидат фізико-математичних наук, захистив дисертацію за спеціальністю «Фізика напівпровідників і діелектриків» у Вченій раді Фізико-технічного інституту імені А. Ф. Иоффе (м. Ленінград) у 1987 році.

### Кар'єра
З 1978 по 1990 рік працював на різних посадах у Ферганському державному педагогічному інституті.
З жовтня 1990 по березень 1991 року — начальник відділу повернення Комітету у справах депортованих народів Кримської АРСР.
З травня 1991 по вересень 1997 року — головний спеціаліст Міністерства освіти Автономної Республіки Крим.
У 1998—1999 роках — заступник головного редактора журналу «Острів Крим».
У 1999—2000 роках — заступник головного редактора журналу «Крим».
У 2000—2003 роках — генеральний директор приватного підприємства «Кримський центр прикладних інформаційних технологій».
У 2003—2005 роках — старший викладач кафедри політології Таврійського національного університету імені В. І. Вернадського.
У 2005—2006 роках — старший викладач кафедри математики Кримського інженерно-педагогічного університету.
У 2006—2009 роках — головний редактор тижневика «Півострів».
У 2009—2013 роках — генеральний директор приватного підприємства «Кримський центр прикладних інформаційних технологій».

### Суспільно-політична діяльність

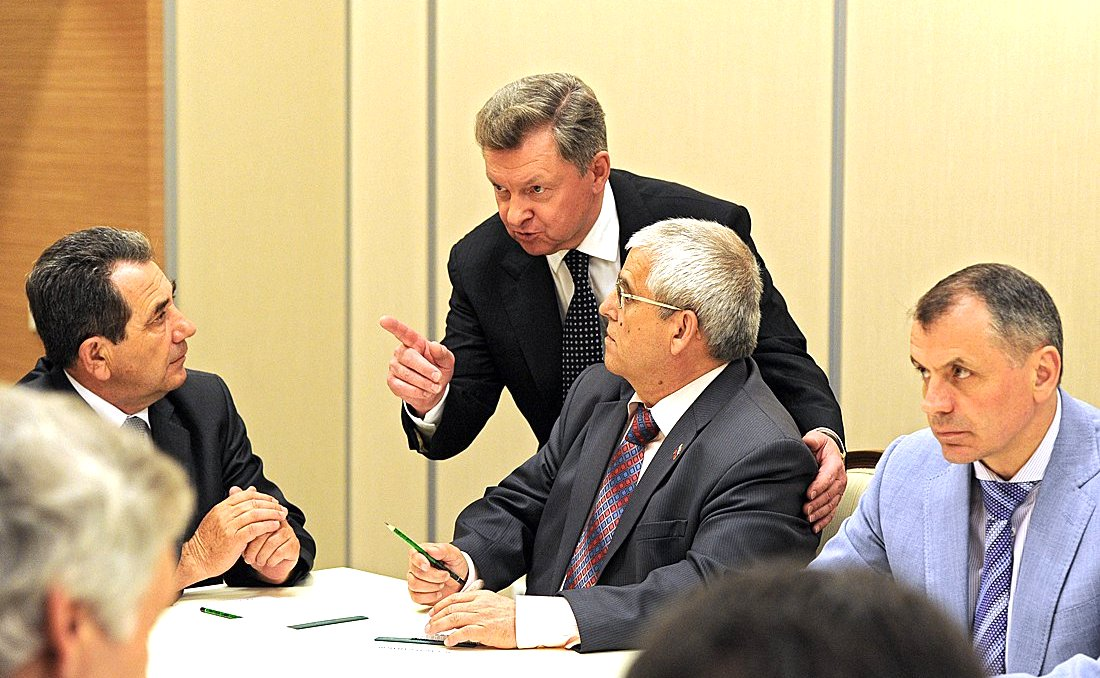
Громадянин РФ, повноважний представник Президента РФ у Криму Олег Белавенцев (стоїть) і кримські колаборанти (сидять, зліва направо): Ділявер Акмаллаєв, Васві Абдураїмов, Володимир Константинов. Травень 2014 року

Активіст національного руху кримських татар з 1987 року. Був соратником Юрія Османова.
З листопада 2006 року — один із семи засновників, а також член організації «Міллі фірка».
З травня 2008 по липень 2014 року — голова Кенеша (Ради) «Міллі фірка».
З січня 2013 року — заступник голови Ради представників кримськотатарського народу при Президенті України.
З липня 2014 по даний час — голова правління Кримської республіканської організації соціально-культурного розвитку «Міллі фірка».
У 2014 році позитивно оцінив анексію Криму Росією, проводив активну роботу з підготовки та проведення нелегітимного «референдуму» про статус Криму в кримсько-татарському середовищі. Виступав із критикою Меджлісу кримськотатарського народу.

### Родина
Одружений, виховує доньку та сина.
Дружина — Абдураїмова Асіє Османовна, 1956 року народження, педагог.
Дочка — Дика Февзіє Васвіївна, 1978 року народження, педагог, економіст.
Син — Абдураїмов Едем Васвійович, 1985 року народження, педагог, фахівець інформаційних технологій.